# BEST-Sabel-Grundschule Mahlsdorf
Die BEST-Sabel-Grundschule ist eine private Ganztagsgrundschule im Berliner Ortsteil Mahlsdorf (Ortslage Mahlsdorf-Süd) des Bezirks Marzahn-Hellersdorf.

## Geschichte
Eröffnet wurde die Schule im Jahr 2000 als erste private Schule im Bezirk Marzahn-Hellersdorf. Seit 17. August 2002 befindet sie sich in dem denkmalgeschützten Schulgebäude Erich-Baron-Weg 106–118, das nach Entwürfen von Paul Binder zwischen 1935 und 1937 erbaut wurde. Seit 1968 wird das Gebäudeensemble durch einen modernen Erweiterungsbau ergänzt.
Eröffnet wurde die Schule als „10. Volksschule“, danach trug sie unter anderem die Bezeichnungen „10. Grundschule“ (1945–1959), „10. Oberschule“ (1959–1978), „10. Polytechnische Oberschule Helene Weigel“ (1978–1990), „32. Grundschule“ (1990–1995) und „Kiekemal-Grundschule“ (1995–2000). Unter anderem besuchte der Sänger und Fernsehunterhalter Wolfgang Lippert die Schule.
Im Jahr 2010 wurde der Neubau fertiggestellt.

## Unterricht
In der Grundschule wird ab der ersten Klasse Englisch unterrichtet. In der dritten Klasse kommen eine weitere Fremdsprache und Informatik hinzu. Garantiert werden kein Ausfall des Unterrichtes und die Betreuung der Schüler von 6 bis 18 Uhr, auch in den Ferien. Die Schule gehört zur BEST-Sabel-Bildungszentrum GmbH, benannt nach Gustav Adolf Sabel, die allgemeinbildende, Berufsschulen sowie eine Fachhochschule in Berlin und Freital betreibt.
Unter den 25 Arbeits- und Interessengemeinschaften sind unter anderem Tischtennis, Perlenzauber, Cheerleading, Kochen und Backen, Schach, Kreativer Buchclub, die Schülerzeitung Schlaue Füchse, Yoga für Kinder, Schulfunk BEST-Sab(b)el-Radio, Aerobic, Mädchenfußball, Volleyball und Judo.

## Einrichtungen
Neben den Klassenzimmern existieren für Unterricht und Freizeit ein Entspannungsraum, drei Bauräume, zwei Bastelräume, eine Kinderküche, ein Abenteuerraum mit Kletterwand, ein Traumspielraum, eine Cafeteria, eine Turnhalle, ein Spielraum, eine Bibliothek, ein Spielraum mit Billardtisch und ein Musik- und Theaterraum mit Tischtennisplatte und Kicker.